# Masna-kiselina peroksigenaza
Masna-kiselina peroksigenaza (EC 1.11.2.4, masno kiselinska hidroksilaza (nespecifična), P450 peroksigenaza, CYP152A1, P450BS, P450SPalfa) je enzim sa sistematskim imenom masna kiselina:hidroperoksid oksidoreduktaza (RH-hidroksilacija). Ovaj enzim katalizuje sledeću hemijsku reakciju
masna kiselina + 2O2 {\displaystyle \rightleftharpoons } 3- ili 2-hidroksi masna kiselina + 2O
Ovaj citosolni hem-tiolatni protein je sekventno homologan sa P450 monooksigenazama. Za njegov rad nisu neophodni NAD(P)H, dioksigen i specifične reduktaze. Enzime ovog tipa formiraju bakterije (npr. Sphingomonas paucimobilis, Bacillus subtilis).

## Literatura
- Nicholas C. Price; Lewis Stevens (1999). Fundamentals of Enzymology: The Cell and Molecular Biology of Catalytic Proteins (Third изд.). USA: Oxford University Press. ISBN 019850229X.
- Eric J. Toone (2006). Advances in Enzymology and Related Areas of Molecular Biology, Protein Evolution (Volume 75 изд.). Wiley-Interscience. ISBN 0471205036.
- Branden C; Tooze J. Introduction to Protein Structure. New York, NY: Garland Publishing. ISBN 0-8153-2305-0.
- Irwin H. Segel. Enzyme Kinetics: Behavior and Analysis of Rapid Equilibrium and Steady-State Enzyme Systems (Book 44 изд.). Wiley Classics Library. ISBN 0471303097.
- William P. Jencks (1987). Catalysis in Chemistry and Enzymology. Dover Publications. ISBN 0486654605.

## Spoljašnje veze
- Fatty-acid+peroxygenase на 